# 吉井百貨

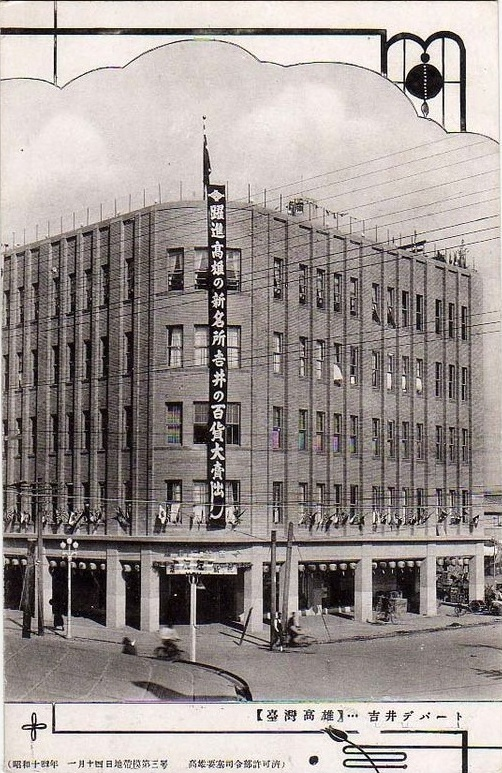
日治時期的吉井百貨

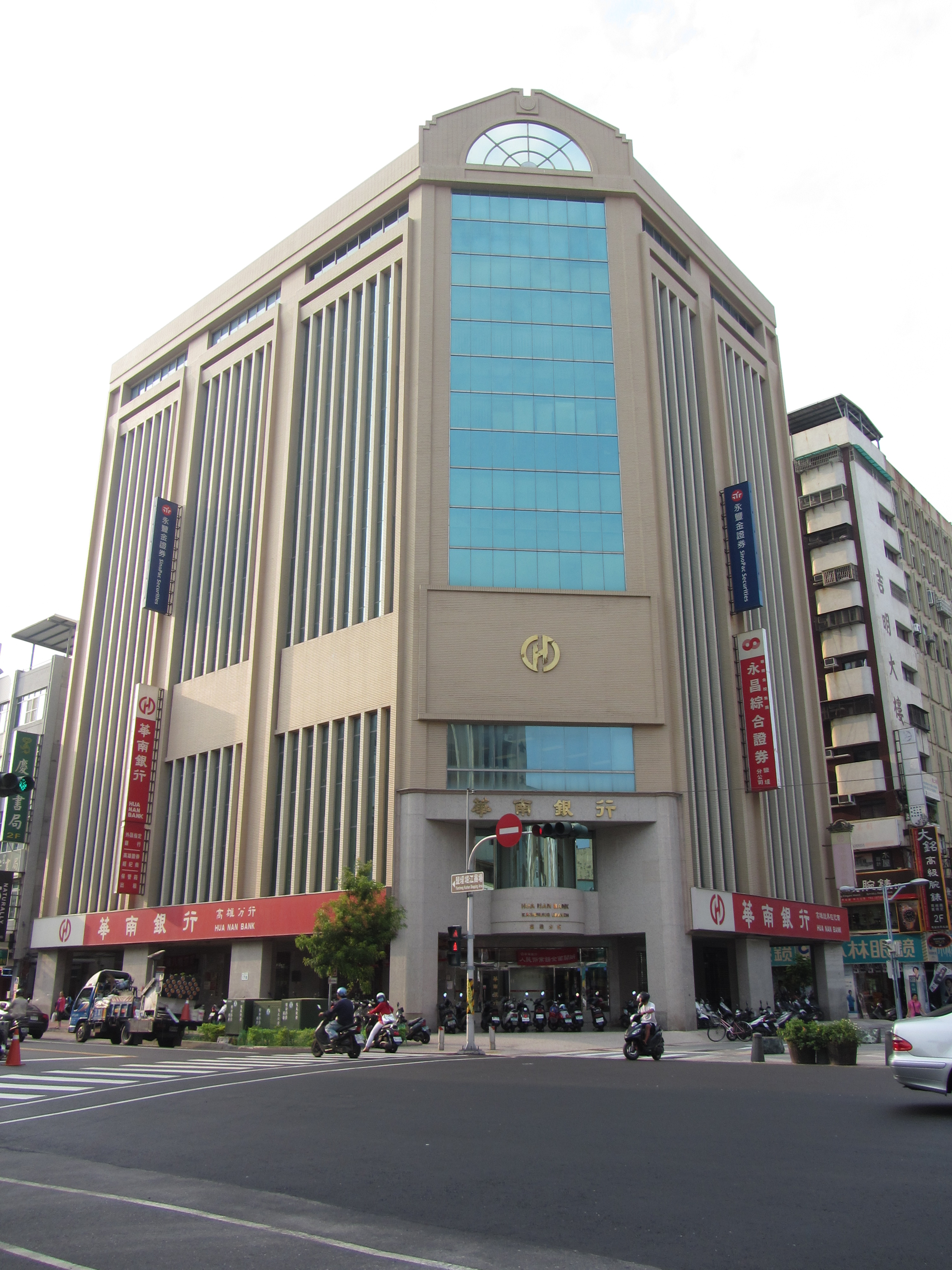
吉井百貨舊址現為華南銀行高雄分行。

吉井百貨（羅馬化：Yoshii Depāto）創立於1938年（昭和十三年），俗稱五層樓仔，是位於高雄州高雄市鹽埕町六丁目（今高雄市鹽埕區大勇、五福路口）的百貨公司，也是高雄第一間百貨公司。在台灣日治時代，吉井百貨與臺北菊元百貨、臺南林百貨並稱為三大百貨公司。

## 歷史
吉井百貨是由日本滋賀縣人吉井長平創立於1938年，吉井於1903年來到台灣，先在台北發展，1908年看好高雄的發展南下，先在旗後（今旗津）開設以賣西洋貨為主的雜貨店，後來業務蒸蒸日上，陸續在高雄州開設四間分店，1921年其將本店移到壽町，再加上幾項成功投資，使其實力大增，最後在現址蓋起五層樓高大樓，建築責任者為奥野捨次郎，「吉井百貨店」為今高雄市第一間百貨公司，也讓高雄市百貨業發展進入一個新的階段。
第二次世界大戰末期，盟軍密集空襲大日本帝國全境，高雄市作為當時南進政策之基地，吉井百貨也慘遭戰火波及，但建物結構並未受創，於二次大戰結束後，由高雄出身的省議員黃堯接手，改名為高雄百貨繼續營運一段時間，但後來不敵吳耀庭在附近開設的大新百貨公司，歇業後建物轉賣給華南銀行，1994年遭拆除。

## 逸聞
大新百貨創辦人吳耀庭自述他之所以會創辦大新百貨，是因為他17歲時到吉井百貨三樓，想要購買鏡子給母親當禮物而詢問價錢時，遭到女店員打量並冷笑一聲，深感受辱，遂刺激他要創立一間服務態度更好的百貨公司。

## 相關條目

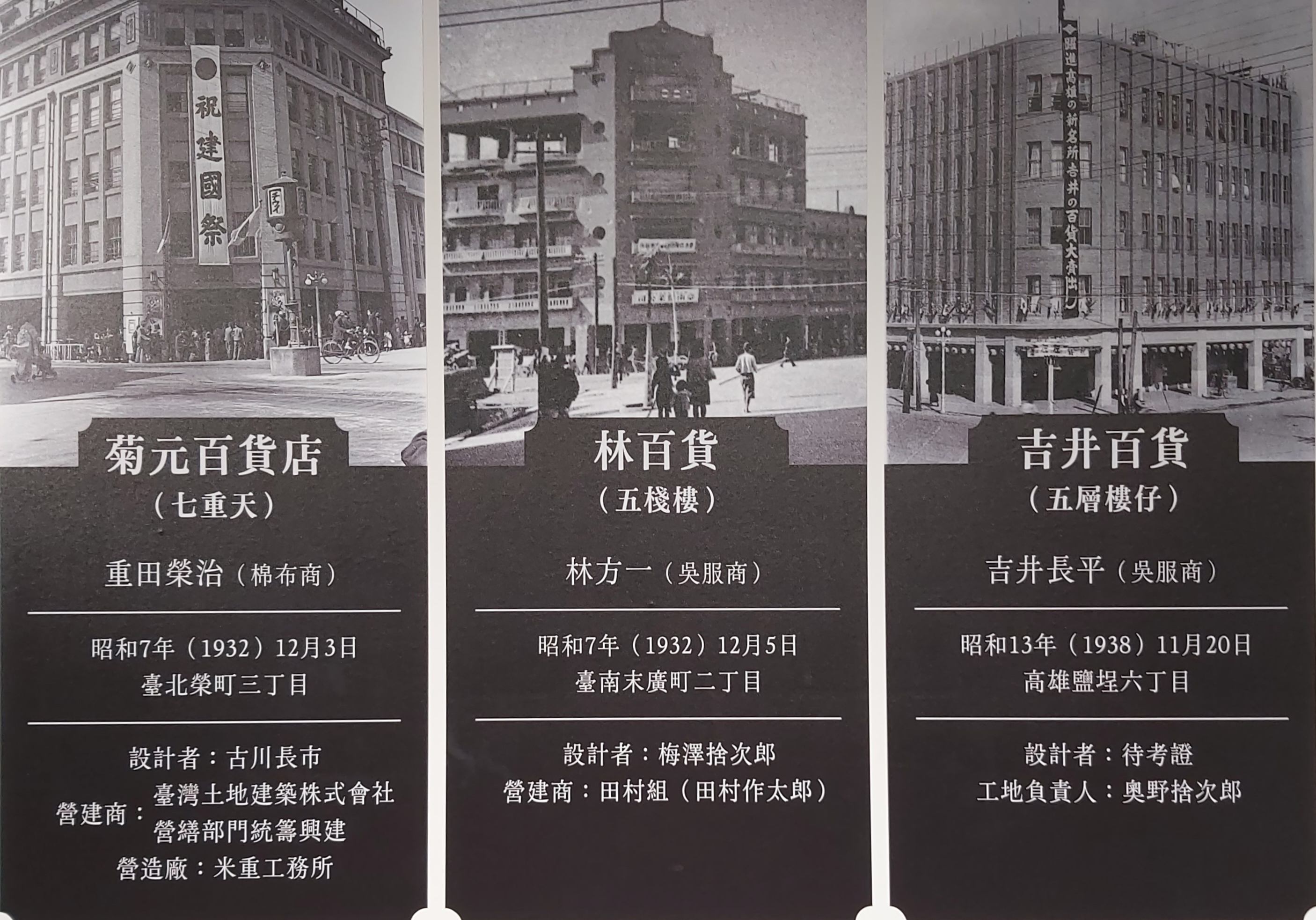
菊元百貨、林百貨與吉井百貨